# Chase Balisy
Chasen Nicholas „Chase“ Balisy (* 2. Februar 1992 in Fullerton, Kalifornien) ist ein ehemaliger US-amerikanischer Eishockeyspieler, der im Verlauf seiner aktiven Karriere zwischen 2010 und 2022 unter anderem 150 Spiele für die Straubing Tigers in der Deutschen Eishockey Liga (DEL) auf der Position des Centers bzw. rechten Flügelstürmers bestritten hat. Zudem absolvierte Balisy weitere 363 Partien für die St. John’s IceCaps, Portland Pirates, Springfield Thunderbirds und Belleville Senators in der American Hockey League (AHL).

## Karriere
Balisy begann seine Karriere im Jahr 2008 im USA Hockey National Team Development Program. Während seines Studiums an der Western Michigan University spielte er von 2010 bis 2014 und konnte im Jahr 2012 mit seiner Mannschaft die Meisterschaft der Central Collegiate Hockey Association (CCHA) feiern. Im NHL Entry Draft 2011 wurde der Stürmer in der sechsten Runde an 170. Position von den Nashville Predators aus der National Hockey League (NHL) ausgewählt (gedraftet).
Nach dem Abschluss seines Studiums startete der Linksschütze die Spielzeit 2014/15 in der American Hockey League (AHL) bei den St. John’s IceCaps. Nach einer Saison im Trikot des kanadischen Teams wechselte Balisy zur Saison 2015/16 zu den Portland Pirates. Nach deren Umsiedlung von Portland nach Springfield blieb er dem Team treu und lief in den folgenden beiden Spieljahren zwischen 2016 und 2018 im Trikot der neu gegründeten Springfield Thunderbirds auf, wobei er in der Saison 2017/18 seine ersten NHL-Einsätze für den Kooperationspartner, die Florida Panthers, absolvieren durfte. Seine vorerst letzte Saison in Nordamerika absolvierte der Stürmer bei den Belleville Senators.
Im Juli 2019 gaben die Straubing Tigers aus der Deutschen Eishockey Liga (DEL) die Verpflichtung des Linksschützen bekannt. Das niederbayerische Team stellt damit die erste Station Balisys außerhalb des nordamerikanischen Kontinents dar. Der Kalifornier verbrachte schließlich drei Spielzeiten in Straubing, ehe sein Vertrag über die Saison 2021/22 hinaus nicht verlängert wurde und er seine aktive Karriere daraufhin im Alter von 30 Jahren für beendet erklärte.

### International
Bei der U18-Junioren-Weltmeisterschaft 2010 konnte Balisy mit dem amerikanischen Team die Goldmedaille gewinnen. In sieben Turniereinsätzen steuerte er drei Scorerpunkte bei.

## Erfolge und Auszeichnungen
- 2011 CCHA All-Rookie Team
- 2012 Mason-Cup-Gewinn mit der Western Michigan University
- 2014 NCHC Second All-Star Team

### International
- 2010 Goldmedaille bei der U18-Junioren-Weltmeisterschaft

## Karrierestatistik

### International
Vertrat die USA bei:
- U18-Junioren-Weltmeisterschaft 2010

(Legende zur Spielerstatistik: Sp oder GP = absolvierte Spiele; T oder G = erzielte Tore; V oder A = erzielte Assists; Pkt oder Pts = erzielte Scorerpunkte; SM oder PIM = erhaltene Strafminuten; +/− = Plus/Minus-Bilanz; PP = erzielte Überzahltore; SH = erzielte Unterzahltore; GW = erzielte Siegtore; 1 Play-downs/Relegation; Kursiv: Statistik nicht vollständig)